# Sydlangeland
Sydlangeland foi  um município da Dinamarca, localizado na região central, no condado de Fiónia. Foi extinto em 2007, pela reforma comunal.
O município tem uma área de 120,82 km² e uma  população de 4 080 habitantes, segundo o censo de 2005.